# Extreme Noise Terror
Extreme Noise Terror (v překladu z angličtiny extrémní hlukový teror) je britská grindcore/crustpunková kapela založená roku 1985 v anglickém městě Ipswich v hrabství Suffolk. Původní sestava byla Phil Vane, Dean Jones (oba vokalisté), kytarista Pete Hurley, baskytarista Mark Bailey a bubeník Pig Killer.
Společně se skupinami Carcass a Napalm Death náleží mezi pionýry britského grindcoru.
V roce 1989 vyšlo první studiové album s názvem A Holocaust in Your Head.

## Diskografie

### Studiová alba
- A Holocaust in Your Head (1989)
- A Holocaust in Your Head (re-recording) (1991)
- Retro-bution (1995)
- Damage 381 (1997)
- Being and Nothing (2001)[3]
- Law of Retaliation (2008)
- Extreme Noise Terror (2015)

### EP
- The Peel Sessions (1987)
- Are You That Desperate? (1991)
- Phonophobia (1992)
- Tear It Down (2013)

### Kompilace
- The North Atlantic Noise Attack (1989 - Manic Ears Records)
- The Peel Sessions '87-'90 (1990)
- A Holocaust in Your Head / In It for Life (2006)
- Back to the Roots (2008)

### Živé nahrávky
- From One Extreme to Another - Live at the Fulham Greyhound London 1989 (2002)

### Videa
- From One Extreme to Another (1989)

+ několik split nahrávek a singlů